# De Cederhof
De Cederhof is een gemeentelijk monument aan de Bartolottilaan 23-25 in Soest in de provincie Utrecht.
De nok van de dubbele villa loopt evenwijdig aan de Bartolottilaan. In de rechterzijde is de inpandige portiek van nummer 25. Het met riet gedekte dak heeft rechts een brede dakkapel. De erker aan de rechterzijde is halfrond met een plat dak.